# کایاسزا
کایاسزا را الاستد (به انگلیسی: Kiesa Rae Ellestad) (زاده ۱۶ ژانویه ۱۹۸۹) خوانندهٔ کانادایی است.